# Fundación Consejo España China
La Fundación Consejo España China es una organización sin ánimo de lucro creada en el año 2004 y adscrita al Ministerio de Cultura de España. Figura inscrita con el número 601 como Fundación en el Registro de Fundaciones con el objetivo de fomentar los intercambios entre España y China en el ámbito cultural, educativo, económico, legal y otros aspectos que mejoren el conocimiento mutuo.

## Historia
La Fundación Consejo España China se constituye como una fundación en el año 2004. Tiene vinculaciones con la administración del Gobierno de España, especialmente con el Ministerio de Cultura de España y el Ministerio de Asuntos Exteriores y Cooperación. Los participantes están agrupados en un patronato del que forman parte ayuntamientos, como el ayuntamiento de Madrid y el ayuntamiento de Barcelona, universidades, escuelas de negocios, empresas, instituciones culturales y entidades deportivas.
La Fundación Consejo España China está regulada por la Ley 49/2002, de régimen fiscal de las entidades sin fines lucrativos y de los incentivos fiscales al mecenazgo, en el artículo 16. Como organización sin ánimo de lucro tiene personalidad jurídica propia, capacidad de actuar conforme a sus estatutos, pertenece a la red de Fundaciones Consejo y está presidida por Francisco Riberas.

## Objetivos
La Fundación Consejo España China es una herramienta de diplomacia del Ministerio de Asuntos Exteriores, Unión Europea y Cooperación para fomentar intercambios entre España y China en los múltiples ámbitos: cultura, economía, educación, regulaciones, deportes, ciencia, comercio, empresa, etcétera.
La Fundación destina sus recursos de organización sin ánimo de lucro a promover la colaboración entre la República Popular China y España. La cooperación aspira a fortalecer el aprendizaje de los idiomas de ambos países para estimular el conocimiento a través de la cultura y el entendimiento. Propone diferentes acciones para desarrollar e incrementar el progreso de las relaciones entre las sociedades y los ciudadanos de China y España. Entre estas actividades, los foros España China son encuentros anuales para reflexionar sobre la situación de las relaciones bilaterales en aspectos culturales, económicos y deportivos.

## Participantes
El Ayuntamiento de Madrid se incorporó en septiembre de 2004 a la Fundación Consejo España-China como "entidad patrona" con el objetivo de potenciar la internacionalización de los ciudadanos y la sociedad madrileña.

## Actividades
El Cabildo Insular de Tenerife colabora con el Patronato de la Fundación Consejo España China para fortalecer relaciones de Canarias con China, según expresó la consejera canaria, Liskel Álvarez, sobre el interés de las islas Canarias con el país asiático: "Dado que los resultados estadísticos indican que la inversión extranjera directa china puede tener un impacto positivo sobre la productividad, sobre el nivel de beneficios de las empresas, y también sobre el nivel de empleo, es de vital importancia para la Isla posicionarse como foco atractivo para esas inversiones”.
En mayo del 2021 se realizó una jornada dedicada a las redes 5G y la inteligencia artificial como punto de partida para debatir el liderazgo tecnológico de China, en un encuentro con el ingeniero español Claudio Feijoo que residió ocho años en Shanghái como responsable del campus chino español de la universidad Tongji de la universidad politécnica de Madrid.